# Chuandongocoelurus
Chuandongocoelurus là một chi khủng long, được He X. mô tả khoa học năm 1984.